# Artsjö kyrkoby
Artsjö kyrkoby (finska: Artjärven kirkonkylä) är en tätort (finska: taajama) i Orimattila stad (kommun) i landskapet Päijänne-Tavastland i Finland. Fram till 2010 var Artsjö kyrkoby centralorten för kommunen med samma namn. Vid tätortsavgränsningen den 31 december 2021 hade Artsjö kyrkoby 403 invånare och omfattade en landareal av 2,59 kvadratkilometer.